# Grand Prix Niemiec 1959
Grand Prix Niemiec 1959 (oryg. Großer Preis von Deutschland) – 6. runda Mistrzostw Świata Formuły 1 w sezonie 1959, która odbyła się 2 sierpnia 1959 po raz 1. na torze AVUS.
21. Grand Prix Niemiec, 8. zaliczane do Mistrzostw Świata Formuły 1.

## Wyniki

### Kwalifikacje
Źródło: statsf1.com
| P  | Nr | Kierowca            | Konstruktor(-silnik) | Opony | Czas   | Odstęp | Strata |
| -- | -- | ------------------- | -------------------- | ----- | ------ | ------ | ------ |
| 1  | 4  | Tony Brooks         | Ferrari              | D     | 2:05,9 | –      | –      |
| 2  | 7  | Stirling Moss       | Cooper-Climax        | D     | 2:06,8 | +0,9   | +0,9   |
| 3  | 6  | Dan Gurney          | Ferrari              | D     | 2:07,2 | +0,4   | +1,3   |
| 4  | 1  | Jack Brabham        | Cooper-Climax        | D     | 2:07,4 | +0,2   | +1,5   |
| 5  | 3  | Masten Gregory      | Cooper-Climax        | D     | 2:07,5 | +0,1   | +1,6   |
| 6  | 5  | Phil Hill           | Ferrari              | D     | 2:07,6 | +0,1   | +1,7   |
| 7  | 9  | Jo Bonnier          | BRM                  | D     | 2:10,3 | +2,7   | +4,4   |
| 8  | 10 | Harry Schell        | BRM                  | D     | 2:10,4 | +0,1   | +4,5   |
| 9  | 2  | Bruce McLaren       | Cooper-Climax        | D     | 2:10,5 | +0,1   | +4,6   |
| 10 | 16 | Graham Hill         | Lotus-Climax         | D     | 2:10,8 | +0,3   | +4,9   |
| 11 | 11 | Hans Herrmann       | BRM                  | D     | 2:11,4 | +0,6   | +5,5   |
| 12 | 8  | Maurice Trintignant | Cooper-Climax        | D     | 2:12,7 | +1,3   | +6,8   |
| 13 | 15 | Innes Ireland       | Lotus-Climax         | D     | 2:14,6 | +1,9   | +8,7   |
| 14 | 17 | Cliff Allison       | Ferrari              | D     | 2:05,8 | –      | –      |
| 15 | 18 | Ian Burgess         | Cooper-Maserati      | D     | 2:18,9 | +13,1  | +13,0  |
| P  | Nr | Kierowca            | Konstruktor(-silnik) | Opony | Czas   | Odstęp | Strata |

Uwagi
1. 1 2  Cliff Allison i Ian Burgess byli kierowcami rezerwowymi. Zostali dopuszczeni do wyścigu po tym, jak Porsche wycofało się z wyścigu po śmierci Jeana Behry. Musieli jednak wystartować z końca stawki.

### Wyścig
Źródła: statsf1.com
| P                                                     | + / –     | Nr | Kierowca            | Konstruktor     | Opony | Okr. | Czas / Strata | Komentarz            |
| ----------------------------------------------------- | --------- | -- | ------------------- | --------------- | ----- | ---- | ------------- | -------------------- |
| 1                                                     | Bez zmian | 4  | Tony Brooks         | Ferrari         | D     | 60   | 2:09:31,6     |                      |
| 2                                                     | 1         | 6  | Dan Gurney          | Ferrari         | D     | 60   | +2,9          |                      |
| 3                                                     | 3         | 5  | Phil Hill           | Ferrari         | D     | 60   | +1:04,8       |                      |
| 4                                                     | 8         | 8  | Maurice Trintignant | Cooper-Climax   | D     | 59   | +1 okr.       |                      |
| 5                                                     | 2         | 9  | Jo Bonnier          | BRM             | D     | 58   | +2 okr.       |                      |
| 6                                                     | 9         | 18 | Ian Burgess         | Cooper-Maserati | D     | 56   | +4 okr.       |                      |
| 7                                                     | 1         | 10 | Harry Schell        | BRM             | D     | 49   | +11 okr.      | sprzęgło             |
| Niesklasyfikowani                                     |           |    |                     |                 |       |      |               |                      |
|                                                       |           | 2  | Bruce McLaren       | Cooper-Climax   | D     | 36   | +24 okr.      | sprzęgło             |
|                                                       |           | 11 | Hans Herrmann       | BRM             | D     | 36   | +24 okr.      | wypadek              |
|                                                       |           | 3  | Masten Gregory      | Cooper-Climax   | D     | 23   | +37 okr.      | silnik               |
|                                                       |           | 1  | Jack Brabham        | Cooper-Climax   | D     | 15   | +45 okr.      | sprzęgło             |
|                                                       |           | 16 | Graham Hill         | Lotus-Climax    | D     | 10   | +50 okr.      | radiator             |
|                                                       |           | 15 | Innes Ireland       | Lotus-Climax    | D     | 7    | +53 okr.      | skrzynia biegów      |
|                                                       |           | 17 | Cliff Allison       | Ferrari         | D     | 2    | +58 okr.      | sprzęgło             |
|                                                       |           | 7  | Stirling Moss       | Cooper-Climax   | D     | 1    | +59 okr.      | skrzynia biegów      |
| Nie wystartowali / niedopuszczeni do ponownego startu |           |    |                     |                 |       |      |               |                      |
|                                                       |           | 12 | Jean Behra          | Behra-Porsche   | D     | 0    |               | śmiertelny wypadek   |
|                                                       |           | 14 | Wolfgang von Trips  | Porsche         | D     | 0    |               | stajnia wycofała się |
|                                                       |           | 19 | Fritz d’Orey        | Maserati        | D     | 0    |               | nie przybył          |
| P                                                     | + / –     | Nr | Kierowca            | Konstruktor     | Opony | Okr. | Czas / Strata | Komentarz            |

### Najszybsze okrążenie
Źródło: statsf1.com
| Nr | Kierowca    | Konstruktor | Czas   | Okr. |
| -- | ----------- | ----------- | ------ | ---- |
| 4  | Tony Brooks | Ferrari     | 2:04,5 | 18   |

### Prowadzenie w wyścigu
Źródło: statsf1.com
| Nr                              | Kierowca       | Konstruktor   | Okrążenia                                                    | Suma |
| ------------------------------- | -------------- | ------------- | ------------------------------------------------------------ | ---- |
| 4                               | Tony Brooks    | Ferrari       | 1-2, 5-13, 15, 18-22, 24-30, 32-35, 37, 40, 42, 46-47, 52-60 | 42   |
| 6                               | Dan Gurney     | Ferrari       | 14, 16-17, 41, 43-44, 50-51                                  | 8    |
| 5                               | Phil Hill      | Ferrari       | 31, 36, 38-39, 45, 48-49                                     | 7    |
| 3                               | Masten Gregory | Cooper-Climax | 3-4, 23                                                      | 3    |
| \| Wykres \| \| ------ \| \| \| |                |               |                                                              |      |
| Wykres                          |                |               |                                                              |      |
|                                 |                |               |                                                              |      |

## Klasyfikacja po wyścigu
Pierwsza piątka otrzymywała punkty według klucza 8-6-4-3-2, 1 punkt przyznawany był dla kierowcy, który wykonał najszybsze okrążenie w wyścigu. Liczone było tylko 5 najlepszych wyścigów danego kierowcy. W nawiasach podano wszystkie zebrane punkty, nie uwzględniając zasady najlepszych wyścigów.
Uwzględniono tylko kierowców, którzy zdobyli jakiekolwiek punkty
| P  | +/− | Kierowca            | Starty | Punkty | P1 | P2 | P3 | PP | NO | NS |
| -- | --- | ------------------- | ------ | ------ | -- | -- | -- | -- | -- | -- |
| 1  | 0   | Jack Brabham        | 5      | 27     | 2  | 1  | 1  | 1  | 1  | 1  |
| 2  | 0   | Tony Brooks         | 5      | 23     | 2  | 1  | –  | 2  | 1  | 2  |
| 3  | 0   | Phil Hill           | 4      | 13     | –  | 1  | 1  | –  | –  | –  |
| 4  | +2  | Jo Bonnier          | 5      | 10     | 1  | –  | –  | 1  | –  | 3  |
| 5  | +4  | Maurice Trintignant | 5      | 9      | –  | –  | 1  | –  | –  | –  |
| 6  | −2  | Stirling Moss       | 5      | 8,5    | –  | 1  | –  | 1  | 3  | 4  |
| 7  | −2  | Bruce McLaren       | 4      | 8,5    | –  | –  | 1  | –  | 1  | 1  |
| 8  | −1  | Rodger Ward         | 1      | 8      | 1  | –  | –  | –  | –  | –  |
| 9  | N   | Dan Gurney          | 2      | 6      | –  | 1  | –  | –  | –  | 1  |
| 10 | −2  | Jim Rathmann        | 1      | 6      | –  | 1  | –  | –  | –  | –  |
| 11 | −1  | Johnny Thomson      | 1      | 5      | –  | –  | 1  | 1  | 1  | –  |
| 12 | −1  | Masten Gregory      | 5      | 4      | –  | –  | 1  | –  | –  | 3  |
| 13 | −1  | Harry Schell        | 5      | 3      | –  | –  | –  | –  | –  | 2  |
| 14 | −1  | Innes Ireland       | 3      | 3      | –  | –  | –  | –  | –  | 2  |
| 15 | −1  | Tony Bettenhausen   | 1      | 3      | –  | –  | –  | –  | –  | –  |
| 15 | −1  | Olivier Gendebien   | 1      | 3      | –  | –  | –  | –  | –  | –  |
| 17 | −1  | Jean Behra          | 3      | 2      | –  | –  | –  | –  | –  | 2  |
| 18 | −1  | Paul Goldsmith      | 1      | 2      | –  | –  | –  | –  | –  | –  |
| P  | +/− | Kierowca            | Starty | Punkty | P1 | P2 | P3 | PP | NO | NS |

### Konstruktorzy
Tylko jeden, najwyżej uplasowany kierowca danego konstruktora, zdobywał dla niego punkty. Również do klasyfikacji zaliczano 6 najlepszych wyników.
| P                 | +/− | Konstruktor     | Starty | Punkty | P1 | P2 | P3 | PP | NO | NS |
| ----------------- | --- | --------------- | ------ | ------ | -- | -- | -- | -- | -- | -- |
| 1                 | 0   | Cooper-Climax   | 26     | 29     | 2  | 1  | 4  | 2  | 3  | 10 |
| 2                 | 0   | Ferrari         | 17     | 24     | 2  | 3  | 1  | 2  | 1  | 6  |
| 3                 | 0   | BRM             | 16     | 16     | 1  | 1  | –  | 1  | 2  | 9  |
| 4                 | 0   | Lotus-Climax    | 11     | 3      | –  | –  | –  | –  | –  | 7  |
| Niesklasyfikowani |     |                 |        |        |    |    |    |    |    |    |
|                   |     | Cooper-Maserati | 7      | 0      | –  | –  | –  | –  | –  | 5  |
|                   |     | Aston Martin    | 4      | 0      | –  | –  | –  | –  | –  | 3  |
|                   |     | Maserati        | 4      | 0      | –  | –  | –  | –  | –  | 1  |
|                   |     | Porsche         | 2      | 0      | –  | –  | –  | –  | –  | 1  |
|                   |     | Cooper-Borgward | 2      | 0      | –  | –  | –  | –  | –  | –  |
|                   |     | JBW-Maserati    | 1      | 0      | –  | –  | –  | –  | –  | 1  |
|                   |     | Vanwall         | 1      | 0      | –  | –  | –  | –  | –  | 1  |
|                   |     | Fry-Climax      | 0      | 0      | –  | –  | –  | –  | –  | –  |
| P                 | +/− | Kierowca        | Starty | Punkty | P1 | P2 | P3 | PP | NO | NS |